# ГЕС Bǎihuātān
ГЕС Bǎihuātān (百花滩水电站) — гідроелектростанція у центральній частині Китаю в провінції Сичуань. Знаходячись між ГЕС Gāofèngshān (вище по течії) та ГЕС Chéngdōng, входить до складу каскаду на річці Qingyi, яка приєднується ліворуч до Дадухе незадовго до впадіння останньої праворуч до Міньцзян (велика ліва притока Янцзи).
В межах проекту річку перекрили бетонною греблею висотою 20 метрів та довжиною 426 метрів, яка утримує водосховище з об'ємом 26,2 млн м3 та нормальним рівнем поверхні на позначці 483,5 метра НРМ (під час повені до 484,5 метра НРМ).  
Інтегрований у правобережну частину греблі машинний зал обладнали трьома турбінами типу Каплан потужністю по 40 МВт, які використовують напір у 21 метр та забезпечують виробництво 606 млн кВт-год електроенергії на рік.
Відпрацьована вода прямує понад сім кілометрів по прокладеному паралельно руслу річки каналу, котрий дозволяє збільшити доступний напір.